# أكسم (اسم)
أَكْسَم هو اسم علم مذكر من أصل عربي، وجاء الاسم على صيغة أفعل، ومعناه هو الأكثر يبسًا الكاد على عياله.